# سیارک ۹۰۸۲۵
سیارک ۹۰۸۲۵ (به انگلیسی: 90825 Lizhensheng، نامگذاری:1995SU53)۹۰۸۲۵مین سیارک کشف شده‌است که در ۲۸ سپتامبر ۱۹۹۵ کشف شد.